# Changhao (sockenhuvudort i Kina, Hainan Sheng, lat 18,74, long 109,48)
Changhao är en sockenhuvudort i Kina. Den ligger i provinsen Hainan, i den södra delen av landet, omkring 170 kilometer sydväst om provinshuvudstaden Haikou. Antalet invånare är 5 130. Befolkningen består av 2 300 kvinnor och 2 830 män. Barn under 15 år utgör 21,0 %, vuxna 15-64 år 71 %, och äldre över 65 år 7,0 %.
Runt Changhao är det ganska tätbefolkat, med 56 invånare per kvadratkilometer. Närmaste större samhälle är Nansheng, 12,6 km öster om Changhao. I omgivningarna runt Changhao växer i huvudsak städsegrön lövskog.
Genomsnittlig årsnederbörd är 2 305 millimeter. Den regnigaste månaden är juli, med i genomsnitt 380 mm nederbörd, och den torraste är januari, med 15 mm nederbörd.